# Steven L. Arnold

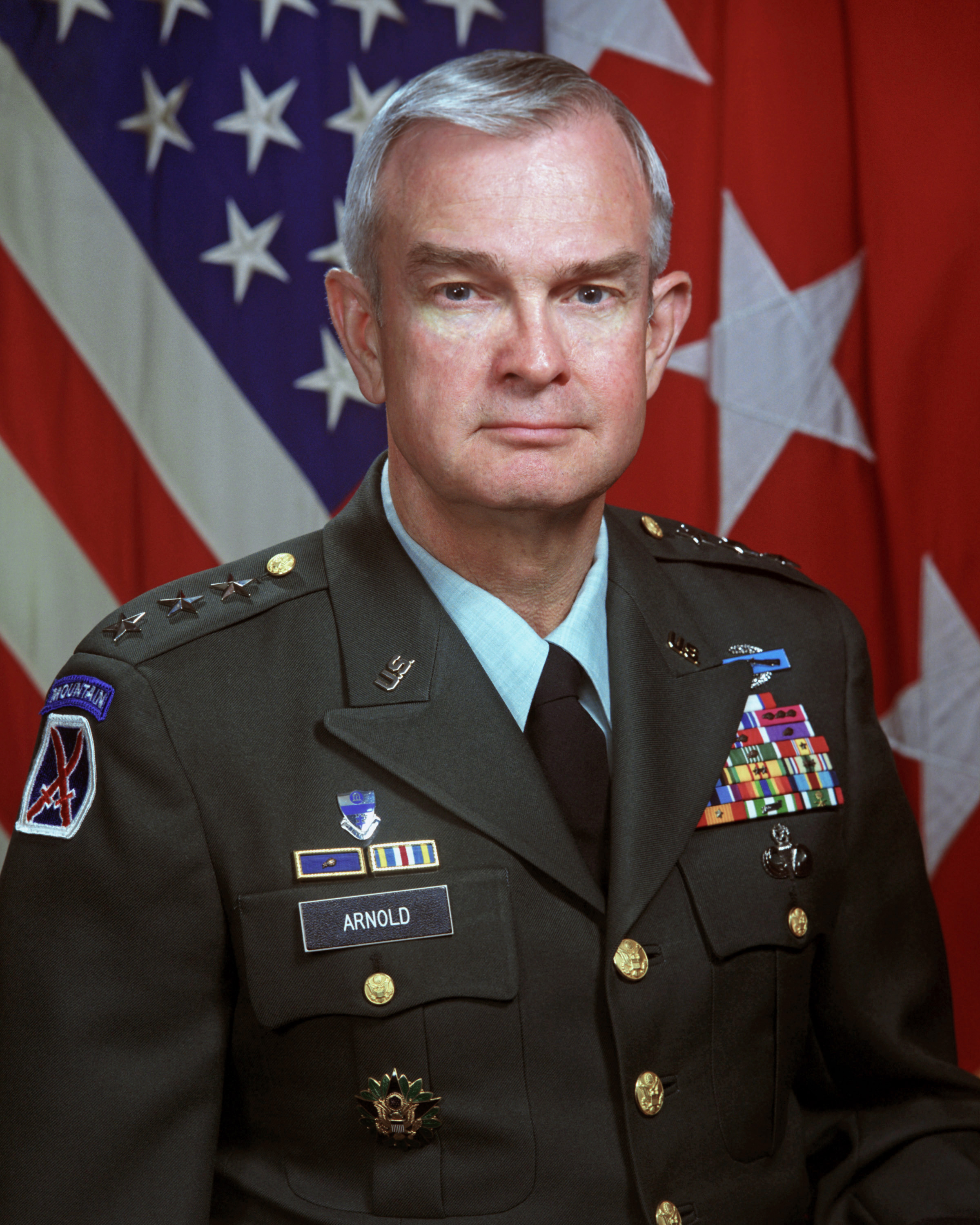
Lt. Gen. Steven L. Arnold (1994)

Steven Lloyd Arnold  (* 8. Januar 1940 in Illinois) ist ein pensionierter Generalleutnant der United States Army. Er kommandierte unter anderem die 3. US-Armee.
In den Jahren 1958 bis 1962 durchlief Steven Arnold die United States Military Academy in West Point. Nach seiner Graduation wurde er als Leutnant in das Offizierskorps des US-Heeres aufgenommen. In der Armee durchlief er anschließend alle Offiziersränge bis zum Drei-Sterne-General.
Im Lauf seiner Militärzeit absolvierte Arnold verschiedene Schulungen und Kurse. Dazu gehörten unter anderem das Air Command and Staff College der United States Air Force und das United States Army War College. Außerdem erhielt er akademische Grade von der Auburn University und der University of Southern California.
In seinen jüngeren Jahren absolvierte er den für Offiziere in den niederen Rangstufen üblichen Dienst in verschiedenen Einheiten und Standorten. Er wurde ab 1967 zweimal im Vietnamkrieg eingesetzt, wobei er als Kompanieführer einer Luftlandeeinheit verwundet wurde. Zu seinen weiteren Stationen gehörte auch Deutschland. Dort war er Bataillonskommandeur bei zwei Regimentern unter der 8. Infanteriedivision. Später führte er in Fort Bragg eine Brigade der 82. Luftlandedivision. Es folgte eine Versetzung nach Südkorea, wo er Stabsoffizier bei der 2. Infanteriedivision war.
Während des Zweiten Golfkriegs war Steven Arnold in Saudi-Arabien Stabsoffizier für Operationen bei der 3. Armee. Dort war er an der Planung der Operation Desert Storm beteiligt. Anschließend wurde der inzwischen zum Generalmajor beförderte Offizier stellvertretender Kommandeur der 1. Armee in Fort George G. Meade. Im September 1991 übernahm Arnold als Nachfolger von James R. Ellis das Kommando über die 10. Gebirgsdivision. Diese Position bekleidete er bis zum August 1993. In dieser Zeit nahm seine Division an der Operation Restore Hope in Somalia teil. Bereits zuvor hatten Teile seiner Division Hilfe bei der Behebung der Schäden, die vom Hurrikan Andrew angerichtet worden waren, geleistet. Nachdem er sein Kommando an David C. Meade übergeben hatte, wurde Steven Arnold für einige Monate Stabsoffizier im Pentagon. Im Juli 1994 wurde Steven Arnold zum Generalleutnant befördert. Am 19. Juli übernahm er als Nachfolger von James R. Ellis das Kommando über die 3. US-Armee. Dieses Kommando bekleidete er bis zum 18. Februar 1997. Anschließend ging er in den Ruhestand.
Nach seiner Militärzeit wurde Arnold einer der Manager einer im Camp Victory im Irak ansässigen Organisation, die Truppen in acht Ländern mit technischer und logistischer Hilfe unterstützt. Im Jahr 2015 wurde er in die Army Ranger Hall of Fame aufgenommen.

## Orden und Auszeichnungen
Steven Arnold erhielt im Lauf seiner militärischen Laufbahn unter anderem folgende Auszeichnungen:
- Army Distinguished Service Medal
- Silver Star (2-Mal)
- Legion of Merit (4-Mal)
- Bronze Star Medal (2-Mal)
- Purple Heart (2-Mal)